# インギー鶏
インギー鶏（インギーけい/インギーどり）は、鹿児島県熊毛郡南種子町（種子島）で飼育されている鶏の品種。鹿児島県の天然記念物に指定されている。また「地鶏肉の日本農林規格」における在来種の一つ。

## 概要
1894年（明治27年）4月25日、暴風雨により上海からタコマへ向かう途中で座礁し、種子島に漂着したイギリス帆船ドラメルタン号（コーウェル船長）に食糧用として船に積まれていた鶏がもととなっている。同船の救援や乗組員滞在時の接待の謝礼として11羽の鶏を島民が譲り受けた。名称の由来は、イギリス人をインギーと呼んでいたことに由来する。
インギー鶏は1992年（平成4年）9月14日南種子町指定文化財に指定され、2013年（平成25年）4月23日に鹿児島県の天然記念物に指定された。

## 特徴
コーチン種に属する中国南部原産の品種とみられている。鹿児島大学の橋口勉名誉教授によると、ドラメルタン号が上海で食料を調達した時に積み込まれた広東省南部の英陽鶏が祖先であると推定されている。尾骨はあるが尾羽が縮れており、尾がないように見える。ブロイラー対比で個体が小さく、肥育期間が長くかかる。

## 食用
南種子町では種の保存施策を行う一方、1995年（平成7年）度から食用として活用する施策を行い販路を開拓した。
2013年（平成25年）に天然記念物指定を受けたことで、指定を受けた88羽のインギー鶏は食用に供することができなくなったが、F1種のインギー地どりが食用として飼育、生産されている。